# Lycium cinereum
Lycium cinereum là loài thực vật có hoa trong họ Cà. Loài này được Thunb. mô tả khoa học đầu tiên.